# 2008年5月逝世人物列表
2008年逝世人物列表：1月 - 2月 - 3月 - 4月 - 5月 - 6月 - 7月 - 8月 - 9月 - 10月 - 11月 - 12月
2008年5月逝世人物列表，是用于汇总2008年5月期间逝世人物的列表。

## 依日期排序

### 1日
- 亞丁·哈希·法拉赫·艾羅，索馬里政治家和青年黨成員，空襲。[1]
- 保羅·阿馬拉爾，84歲，巴西足球運動員（弗拉門戈）和教練（尤文圖斯）。[2]
- SM Nasimuddin SM Amin，54歲，馬來西亞企業家，Naza創始人，肺癌。[3]
- 伯納德·阿查德（Bernard Archard），91歲，英國演員（克魯爾，神秘博士，埃默代爾）。[4]
- Buzzie Bavasi，93歲，美國棒球主管（道奇隊、天使隊、教士隊）。[5]
- 瑪麗·貝瑞（Mary Berry），90歲，英國音樂學家和修女。[6]
- 菲力浦·馮·博斯拉格（Philipp von Boeselager），90歲，德國二戰反希特勒陰謀家。[7]
- 尼爾馬拉·德斯潘德（Nirmala Deshpande），78歲，印度和平活動家，短暫患病後。[8]
- 伊萊恩·鄧迪（Elaine Dundy），86歲，美國作家和演員。[9]
- 亞丁·哈希·法拉赫（Aden Hashi Farah），索馬里青年黨叛亂組織領導人，空襲。[10]
- 吉姆·哈格（Jim Hager），61歲，美國鄉村音樂歌手和電視演員（嘻嘻），心臟病發作。[11]
- 馬克·肯德爾（Mark Kendall），49歲，英國足球運動員（熱刺、紐波特、狼隊）。[12]
- 安東尼·馬莫爵士，99歲，馬爾他政治家，馬爾他共和國第一任總統。[13]
- 阿爾貝托·埃斯蒂瑪·德·奧利維拉（Alberto Estima de Oliveira），74歲，葡萄牙詩人。[14]
- 黛博拉·珍妮·帕爾弗雷（Deborah Jeane Palfrey），52歲，美國護送機構老闆，上吊自殺。[15]
- Marcel Van Der Auwera，84歲，比利時擊劍運動員。[16]
- J. J. Voskuil，81歲，荷蘭小說家。[17]

### 2日
- 約瑟芬·阿皮尤·傑納羅·阿肯，53歲，南蘇丹公務員，飛機失事。[18]
- 羅伯特·布拉希滕巴赫，77歲，美國法學家，華盛頓州最高法院大法官（1972-1994），喉癌。[19]
- 卡羅爾·德凱瑟（Carole Dekeijser），48歲，比利時畫家，肺癌。[20]
- Dominic Dim 鄧，58歲，蘇丹政治家，蘇丹南部國防部長，飛機失事。[21]
- 羅伯特·以撒（Robert M. Isaac），80歲，美國政治家，科羅拉多州科羅拉多斯普林斯市市長（1979-1997），肺炎。[22]
- 塞爾吉奧·勞里切拉（Sergio Lauricella），86歲，義大利奧運銅牌得主（1948年）作曲家。[23]
- 現年68歲的美國民權先驅米爾德里德·洛文（Mildred Loving）挑戰了弗吉尼亞州的跨種族婚姻法（Loving v. Virginia）。[24]
- 伊利亞斯·馬拉耶夫（Ilyas Malayev），72歲，烏茲別克音樂家和詩人，胰腺癌。[25]
- 貝弗利·麥肯錫（Beverlee McKinsey），72歲，美國女演員（《另一個世界》《指路明燈》《野馬比利》），腎移植併發症。[26]
- 伊佐爾德·普斯托尼克，70歲，烏克蘭出生的愛沙尼亞天文學家。[27]
- 丹尼爾·塞霍托（Daniel Sekhoto），37歲，南非足球運動員。[28]
- 邁克·蒂特科姆（Mike Titcomb），75歲，英國橄欖球聯盟裁判，腎衰竭。[29]
- Frank Y. Whiteley， Jr.，93歲，美國純種賽馬馴馬師（Ruffian）。[30]
- 賈斯汀·雅克（Justin Yak），蘇丹政治家，蘇丹南部內閣事務部長（2006-2007），飛機失事。[21]

### 3日
- 查理斯·卡西亞（Charles Caccia），78歲，加拿大政治家，環保主義者，達文波特自由黨議員（1968-2004），中風併發症。[31]
- 萊奧波爾多·卡爾沃-索特洛，82歲，西班牙首相（1981-1982），自然原因。[32]
- 馬丁·芬尼根（Martin Finnegan），27歲，愛爾蘭摩托車賽車手，賽車事故。[33]
- Fay Gale，75歲，澳大利亞文化地理學家。[34]
- 琳恩·庫珀·哈威（Lynne Cooper Harvey），92歲，美國電臺製作人，廣播名人堂成員，保羅·哈威（Paul Harvey）的妻子，白血病。[35]
- 泰德·基（Ted Key），95歲，美國漫畫家（Hazel），膀胱癌和中風。[36]
- 哈農·列茲尼科夫（Hanon Reznikov），57歲，美國劇作家。[37]
- 摩根·斯帕克斯（Morgan Sparks），91歲，美國工程師，第一個實用的雙極結型晶體管的發明者。[38]
- 恩古吉·瓦·米里（Ngugi wa Mirii），57歲，肯亞劇作家，車禍。[39]

### 4日
- Roger Aeschlimann，84歲，瑞士自行車手。[40]
- John Altieri，38歲，美國演員（Jersey Boys），肺炎。[41]
- 弗雷德·鮑爾（Fred Baur），89歲，美國化學家，品客薯片的發明者。[42]
- 阿爾文·柯爾特（Alvin Colt），92歲，美國托尼獎獲獎服裝設計師（《小鎮上》、《傢伙和娃娃》、《白日夢》、《Li'l Abner》）。[43]
- 約翰·格林伍德（John Greenwood），57歲，英國商人和餐飲業高管，運動神經元疾病。[44]
- 弗雷德·海因斯（Fred Haines），72歲，美國編劇和電影導演，肺癌。[45]
- 理查·霍爾姆，切爾滕納姆的霍爾姆男爵，71歲，英國自由民主黨政治家，癌症。[46]
- Kishan Maharaj，84歲，印度音樂家，貝拿勒斯gharana tabla的主要代表人物，中風。[47]
- 科林·默多克（Colin Murdoch），79歲，紐西蘭一次性皮下注射器和鎮靜劑槍的發明者，癌症。[48]

### 5日
- Sam Aubrey，85歲，美國籃球運動員和教練（奧克拉荷馬州牛仔隊）。[49]
- 湯瑪斯·博格斯（Thomas Boggs），63歲，美國鼓手（Box Tops），休伊餐廳（Huey's Restaurants）的老闆。[50]
- 休·布拉德納（Hugh Bradner），92歲，美國科學家，因發明潛水服而受到讚譽，肺炎併發症。[51]
- 朴景利，82歲，韓國小說家，肺癌。[52]
- Irv Robbins，90歲，美國商人，Baskin-Robbins霜淇淋連鎖店的聯合創始人。[53][54]
- 茲馮科·薩博洛維奇，84歲，南斯拉夫奧運短跑運動員。[55]
- 阿爾瑪·霍根·斯內爾（Alma Hogan Snell），85歲，美國烏鴉部落國家歷史學家，草藥師，Pretty Shield的孫女。[56]
- 傑里·華萊士（Jerry Wallace），79歲，美國鄉村音樂歌手，心力衰竭。[57]
- 维托尔德·沃伊达，68歲，波蘭擊劍運動員，1972年夏季奧運會兩枚金牌得主，肺癌。[58]

### 6日
- 約翰·傑伊·伊瑟林（John Jay Iselin），74歲，美國公共電視創新者，約翰·傑伊（John Jay）的後裔，肺炎。[59]
- 弗朗茨·傑克遜（Franz Jackson），95歲，美國薩克斯管演奏家。[60]
- 哈威·卡曼（Harvey Karman），84歲，美國心理學家和女性生殖健康宣導者，卡門插管的發明者，中風。[61]
- 威廉·厄爾·林德（William Earl Lynd），53歲，美國被定罪的殺人犯，被注射死刑。[62]
- Ray Michie，Gallanach 的Michie男爵夫人，74歲，英國自由民主黨政治家，癌症。[63]
- D.C. Minner，73歲，美國藍調音樂家。[64]
- 約翰·里姆斯（John Reames），65歲，英國足球經理兼行政人員，癌症。[65]
- 馬克·桑德斯（Mark Saunders），32歲，英國大律師，被員警槍殺。[66]

### 7日
- 威廉·道格拉斯·艾倫（William Douglas Allen），94歲，英國物理學家和電氣工程師。[67]
- 約翰·厄爾（John Earle），64歲，愛爾蘭薩克斯管演奏家。[68]
- 尼拉傑·格羅弗（Neeraj Grover），26歲，印度電視台執行官兼製片人（Kya Aap Paanchvi Pass Se Tez Hain？），被毆打。[69]
- 雷切爾·霍夫曼（Rachel Hoffman），23歲，美國警方線人，被謀殺。[70]
- 克利福德·鐘斯（Clifford L. Jones），80歲，美國政治家，賓夕法尼亞州共和黨主席，前列腺癌。[71]
- 唐納德·蒙特羅斯，84歲，美國羅馬天主教主教，斯托克頓主教（1986-1999）。[72]
- Thijs Wöltgens，64歲，荷蘭政治家，Kerkrade市長（1994-2000），參議員（1995-2005）。[73]
- Gernot Zippe，90歲，奧地利工程師。[74]

### 8日
- 班達里·賓特·阿卜杜勒阿齊茲，80歲，沙烏地阿拉伯國王阿卜杜拉的沙特妹妹。[75]
- 艾迪·阿諾德（Eddy Arnold），89歲，美國鄉村音樂歌手。[76]
- 威廉·布拉克曼（Willem Brakman），85歲，荷蘭作家。[77]
- 伊恩·布羅迪（Ian Brodie），72歲，英國駐外記者（《每日電訊報》）。[78]
- 何塞·費里亞（Jose Feria），91歲，菲律賓最高法院大法官（1986-1987）。[79]
- 古田康治，93歲，日本奧運跨欄運動員。[80]
- Murray Jarvik，84歲，美國學者，尼古丁貼片的共同發明者，心力衰竭。[81]
- 拉裡·萊文（Larry Levine），80歲，美國格萊美獎得主音訊工程師（聲音之牆），肺氣腫。[82]
- 路易吉·馬勒巴（Luigi Malerba），81歲，義大利作家。[83]
- 埃德加·尤西比奧·米蘭·戈麥斯（Édgar Eusebio Millán Gómez），41歲，墨西哥聯邦員警禁毒協調員，被槍殺。[84]
- 弗朗索瓦·斯特切爾（François Sterchele），26歲，比利時足球運動員（比利時，布魯日俱樂部），車禍。[85]

### 9日
- 詹姆斯·阿特金森（James Atkinson），92歲，英國物理學家。[86]
- 菲羅茲·達斯圖爾（Firoz Dastur），89歲，印度印度斯坦古典音樂家（Kirana Gharana），貧血。[87]
- 傑克·吉布森（Jack Gibson），79歲，澳大利亞橄欖球聯盟球員和教練，被選為“世紀教練”。[88]
- 裘蒂·格拉布爾（Judy Grable），72歲，美國女子職業摔跤手。[89]
- Shmuel Katz，93歲，以色列作家、歷史學家和記者。[90]
- Arthur Kroeger，76歲，加拿大公務員（1958-1992），卡爾頓大學學者兼校長（1993-2002）。[91]
- 巴蒂斯特·曼齊尼（Baptiste Manzini），87歲，美式足球運動員。[92]
- Nuala O'Faolain，68歲，愛爾蘭記者和作家，肺癌。[93][94]
- 馬馬杜·恩迪亞耶，68歲，塞內加爾奧運短跑運動員。[95]
- 羅納德·帕裡斯（Ronald Parise），56歲，美國宇航員，腦瘤。[96]
- 墨西哥警察指揮官埃斯特萬·羅伯斯·埃斯皮諾薩（Esteban Robles Espinosa）被槍殺。[97]
- 帕斯卡爾·塞夫蘭（Pascal Sevran），62歲，法國電視節目主持人和製片人，作詞家和作家，肺癌。.[98]
- Sinan Sofuoğlu，25歲，土耳其摩托車賽車手，訓練撞車。[99]
- 阿圖爾·達沃拉（Artur da Távola），72歲，巴西記者，作家和政治家，患有心臟病。[100]

### 10日
- 約翰·巴拉克勞爵士，90歲，英國空軍元帥。[101]
- Leyla Gencer，79歲，土耳其女高音歌劇歌手，呼吸和心臟衰竭。[102]
- Paul Haeberlin，84歲，法國廚師和餐館老闆（L'Auberge de l'Ill）。[103]
- 17歲的潔西嘉·雅各斯（Jessica Jacobs）是澳大利亞歌手和演員（The Saddle Club），她陷入了困境。[104][105]
- 廖風德，57歲，臺灣即將上任的內政部長，心臟病發作。[106]
- 尤西比奧·里奧斯，73歲，西班牙國際足球運動員和教練。[107]
- 馬里奧·斯基亞諾（Mario Schiano），74歲，義大利爵士薩克斯管演奏家，長期患病。[108]
- 彼得·瑟納姆（Peter Thurnham），69歲，英國博爾頓東北議員（1983-1997），胰腺癌。[109]

### 11日
- 奧斯汀·比德爵士，92歲，英國化學家和實業家。[110]
- Sam Dauya，70歲，辛巴威迪納摩足球俱樂部創始人。[111]
- Alema Leota，80歲，美國涉嫌有組織犯罪頭目，1978年夏威夷州長候選人，車禍受傷。[112]
- Raymattja Marika，49歲，澳大利亞雍古族學者、語言學家、教育家和文化宣導者，心臟病發作。[113]
- 布魯諾·內維斯（Bruno Neves），27歲，葡萄牙自行車手，在比賽中撞車。[114]
- 多蒂·蘭博（Dottie Rambo），74歲，美國福音歌手，公共汽車撞車事故。[115]
- John Rutsey，55歲，加拿大鼓手（Rush），心臟病發作。[116]
- 希瑟·斯托勒（Heather Stohler），29歲，卡爾文·克萊因（Calvin Klein）的美國模特，火災。[117]
- 迪克·薩特克利夫（Dick Sutcliffe），90歲，美國動畫師，《大衛與歌利亞》的創作者，中風。[118]
- 傑夫·托靈頓（Jeff Torrington），72歲，英國小說家（Swing Hammer Swing），帕金森病。[119]
- 柯蒂斯·惠特利（Curtis Whitley），39歲，美式橄欖球運動員（聖地牙哥閃電隊，卡羅萊納黑豹隊，奧克蘭突襲者隊）。[120]

### 12日
- 塞頓·艾爾利（Seton Airlie），88歲，蘇格蘭足球運動員。[121]
- Penny Banner，73歲，美國職業摔跤手，癌症。[122]
- 大衛·丹尼爾斯（David Daniels），74歲，美國詩人。[123]
- 奥克利·霍尔（Oakley Hall），87歲，美國小說家（術士），腎病和癌症。[124]
- 利迪亞·馬斯特科娃，81歲，俄羅斯出生的法國畫家。[125]
- 羅伯特·勞森伯格（Robert Rauschenberg），82歲，美國流行藝術家，心力衰竭。[126]
- 布魯斯·塞耶斯（Bruce Sayers），80歲，英國電氣工程師。[127]
- 98歲的波蘭人道主義者伊雷娜·森德勒（Irena Sendler）在二戰期間從華沙猶太人區拯救了2500名猶太兒童。[128]

### 13日
- 吉爾·亞當斯（Jill Adams），77歲，英國女演員，癌症。[129]
- Saad Al-Salim Al-Sabah，78歲，科威特埃米爾（2006年）。[130]
- 多洛雷斯·亞歷山大（Dolores Alexander），76歲，美國女權主義者、作家和記者。[131]
- 查理斯·加里·艾利森（Charles Gary Allison），69-70歲，美國編劇和電影製片人。[132]
- 盧修斯·巴特爾（Lucius D. Battle），89歲，美國駐埃及大使（1964-1967），帕金森病。[133]
- Bernardin Gantin，86歲，羅馬天主教會的貝南紅衣主教。[134]
- 約翰·菲力浦·勞（John Phillip Law），70歲，美國演員（Barbarella）。[135]
- 拉裡·麥基恩（Larry McKeon），63歲，美國政治家，伊利諾伊州議會第一位公開的同性戀成員，中風。[136]
- Colea Răutu，95歲，羅馬尼亞演員，肝硬化。[137]
- 羅恩·斯通（Ron Stone），72歲，美國新聞主播（KHOU，休斯頓的KPRC），前列腺癌。[138]
- 科斯蒂卡·托馬，80歲，羅馬尼亞足球守門員（羅馬尼亞，Steaua București）。[139]
- 斯里蘭卡律師和活動家馬赫斯瓦里·維勞瑟姆（Maheswary Velautham）被槍殺。[140]
- 羅傑·哈羅德·梅特福德·華納（Roger Harold Metford Warner），95歲，英國古董商。[141]

### 14日
- Frith Banbury，96歲，英國舞台導演和演員，肝癌。[142]
- Dagmar Barnouw，72歲，德國文化歷史學家。[143]
- Arthur Burks，92歲，美國數學家和計算機先驅，阿爾茨海默病。[144]
- 沃倫·考恩（Warren Cowan），87歲，美國公關人員，癌症。[145]
- 羅傑·埃利斯（Roger Ellis），70歲，美式橄欖球運動員，癌症。[146]
- 約翰·福布斯-羅伯遜，80歲，英國演員。[147]
- 德里克·古德溫（Derek Goodwin），88歲，英國鳥類學家。[148]
- 羅伊·希思（Roy Heath），81歲，蓋亞那作家。[149]
- 傑伊·莫拉戈（Jay Morago），90歲，美國吉拉河印第安人社區州長（1954-1960），癌症。[150]
- Tonderai Ndira，33歲，辛巴威持不同政見者，被謀殺。[151]
- Yuri Rytkheu，78歲，俄羅斯楚科奇語作家。[152]
- Mário Schoemberger，56歲，巴西電影、電視和舞台演員，癌症。[153]
- 理查·大衛·韋恩，82歲，美國外交官，駐瑞士大使（1979-1981）。[154]

### 15日
- Del Ankers，91歲，美國電影攝影師和攝影師（布偶廣告）。[155]
- 亨利·奧斯丁（Henry Austin），88歲，印度外交官和政治家，駐葡萄牙大使。[156]
- 湯米·伯恩斯（Tommy Burns），51歲，蘇格蘭足球運動員兼經理（塞爾特人，基爾馬諾克，雷丁），黑色素瘤。[157]
- 托芙·比林頓·拜（Tove Billington Bye），79歲，挪威政治家。[158]
- Alexander Courage，88歲，美國電視作曲家（《星際迷航》《沃爾頓一家》）和管弦樂隊（《侏羅紀公園》）。[159]
- 安東尼·鄧尼斯（Anthony Denness），71歲，英國板球運動員。[160]
- 沃爾特·迪克森（Walt Dickerson），80歲，美國顫音演奏家，心臟驟停。[161]
- 羅伯特·鄧祿普（Robert Dunlop），47歲，英國摩托車賽車手，胸部受傷。[162]
- 威爾·埃爾德（Will Elder），86歲，美國漫畫家（《瘋狂》《小安妮·范妮》），帕金森病。.[163][164]
- 鮑勃·弗洛倫斯（Bob Florence），75歲，美國爵士樂作曲家和編曲家，肺炎。[165]
- 優素福·伊迪爾比（Youssef Idilbi），32歲，荷蘭演員，自殺。[166]
- 威利斯·兰姆（Willis Lamb），94歲，美國物理學家，諾貝爾物理學獎獲得者（1955年），膽結石疾病併發症。[167]
- 厄爾·萊格特（Earl Leggett），75歲，美式橄欖球運動員和教練。[168]

### 16日
- 查理斯·J·亞當斯（Charles J. Adams），91歲，美國政治家。
- 青之里盛，72歲，日本相撲選手。[169]
- William Blease，Baron Blease，93歲，英國政治家。[170]
- 亨利·卡諾伊（Henry Canoy），84歲，菲律賓商人，棉蘭老島廣播電台網路創始人。[171]
- 桑迪·霍華德（Sandy Howard），80歲，美國電影和電視製片人（《一個叫馬的人》），阿爾茨海默病。[172]
- 大衛·米頓（David Mitton），69歲，英國動畫導演（《湯瑪斯與朋友》《雷鳥》），心臟病發作。[173]
- 羅伯特·蒙達維（Robert Mondavi），94歲，美國釀酒師，蒙達維中心的捐助者，加州名人堂成員。[174]
- 伊戈爾·波利亞科夫，95歲，俄羅斯賽艇運動員，1952年奧運會銀牌得主。[175]
- 馬克·拉貝拉（Marc Rabémila），70歲，馬達加斯加奧運運動員。[176]
- 吉米·斯萊德（Jimmy Slyde），80歲，美國踢踏舞演員。[177]
- 彼得·羅爾夫·沃恩（Peter Rolfe Vaughan），73歲，英國科學家，心臟病發作。[178]

### 17日
- Jolyon Brettingham Smith，58歲，英國作曲家、音樂學家和電臺主持人。[179]
- 約翰·菲茨西蒙斯（John Fitzsimmons），68歲，英國羅馬天主教神父和廣播員，長期患病。[180]
- 湯瑪斯·弗拉特利（Thomas Flatley），76歲，美國房地產大亨和慈善家，肌萎縮側索硬化症。[181]
- Zélia Gattai，91歲，巴西作家和小說家，豪爾赫·阿馬多（Jorge Amado）的妻子。[182]
- 威爾弗裡德·梅勒斯（Wilfrid Mellers），94歲，英國作曲家和作家。[183]
- D. Aubrey Moodie，99歲，加拿大政治家。[184]
- 傑克·雷納（Jack Rayner），87歲，澳大利亞橄欖球聯盟球員。[185]
- 索凡·索菲安（Sophan Sophiaan），64歲，印尼演員和政治家，摩托車事故。[186]
- 喬伊斯·特裡默（Joyce Trimmer），80歲，加拿大政治家，安大略省斯卡伯勒市市長（1988-1994），癌症。[187]
- 萊昂內爾·范·迪爾林（Lionel Van Deerlin），93歲，美國政治家和記者，加利福尼亞州眾議員（1963-1981）。[188]

### 18日
- 萊昂內爾·阿爾加馬（Lionel Algama），73歲，斯里蘭卡歌手、作曲家和音樂家。[189]
- Pietro Cascella，87歲，義大利當代藝術家。[190]
- 伊爾瑪·科爾多瓦（Irma Córdoba），94歲，阿根廷女演員，自然原因。[191]
- 喬納森·詹姆斯（Jonathan James），24歲，美國網路罪犯。[192]
- 約翰·盧卡斯（John Lucas），85歲，巴巴多斯出生的加拿大板球運動員。[193]
- 勞埃德·摩爾（Lloyd Moore），95歲，美國NASCAR車手（1949-1955）。[194]
- Elemore Morgan， Jr.，76歲，美國風景畫家。[195]
- 傑克·諾裡斯（Jack Norris），99歲，美式足球運動員。[196]
- 約瑟夫·佩夫尼（Joseph Pevney），96歲，美國電視和電影導演（《富礦》《星際迷航》《紙追逐》《捕手約翰》醫學博士）。[197]

### 19日
- 奈傑爾·卡西迪（Nigel Cassidy），62歲，英國足球運動員。[198]
- 拉裡·庫特（Larry Coutre），80歲，美式橄欖球運動員（綠灣包裝工隊）。[199]
- 傑克·達菲（Jack Duffy），81歲，加拿大喜劇演員，自然原因。[200]
- Chaim Flom，56歲，以色列學者和猶太教徒。[201]
- 亨廷頓·哈特福德，97歲，美國商人和慈善家。[202]
- 巴克萊·霍華德（Barclay Howard），55歲，英國高爾夫球手。[203]
- Rimma Kazakova，76歲，俄羅斯詩人。[204]
- Mariam McGlone，92歲，美國舞蹈家和編舞家。[205]
- 謝爾·克利斯蒂安·里克（Kjell Kristian Rike），63歲，挪威體育評論員。[206]
- 安德烈·施卢普（André Schlupp），78歲，法國奧運籃球運動員。[207]
- Vijay Tendulkar，80歲，印度劇作家，重症肌無力。[208]

### 20日
- 愛奧娜·班克斯（Iona Banks），87歲，英國女演員（Pobol y Cwm）。[209]
- 75歲的菲律賓國會議員和勞工領袖克裡斯平·貝爾特蘭（Crispin Beltran）因跌倒而頭部受傷。[210]
- 維克多·博爾佐夫（Viktor Bortsov），73歲，俄羅斯演員，腸癌。[211]
- 瑪格特·博伊德（Margot Boyd），94歲，英國女演員（《弓箭手》）。[212]
- 湯瑪斯·伯裡森，伯裡森男爵，71歲，英國足球運動員和工會會員。[213]
- 查理斯·威廉·約翰·艾略特，79歲，加拿大學術行政人員，愛德華王子島大學校長（1985-1995），中風併發症。[214]
- 約阿希姆·歐文（Joachim Erwin），58歲，德國政治家，杜塞爾多夫市長，結直腸癌。[215]
- 貢薩洛·菲格羅亞·加西亞·惠多布羅（Gonzalo Figueroa Garcia Huidobro），77歲，智利考古學家。[216]
- 赫伯·哈什（Herb Hash），97歲，美國棒球投手（波士頓紅襪隊），中風。[217]
- 哈拉尔德·海因（Harald Hein），58歲，德國奧運擊劍運動員。[218]
- 澤爾瑪·亨德森（Zelma Henderson），88歲，美國布朗訴教育委員會（Brown v. 教育委員會，胰腺癌）中最後一位倖存的原告。[219]
- 漢密爾頓·喬丹，63歲，美國政治家，吉米·卡特的白宮辦公廳主任（1979-1980），間皮瘤。[220]
- 貝恩·克爾（Baine Kerr），88歲，美國律師和石油高管。[221]
- Cy Leonard，82歲，加拿大口技師。[222]
- 阿裡·薩迪金（Ali Sadikin），80歲，印尼政治家，雅加達州長（1966-1977），肝癌。[223]
- S. K. Trimurti，96歲，印尼記者，勞動和就業部第一部長，自然原因。[224]

### 21日
- 伯特·安德列（Bert André），66歲，荷蘭演員（Flodder），顱內出血[225]
- 厄爾·韋斯利·貝瑞（Earl Wesley Berry），49歲，美國被定罪的殺人犯，注射死刑。[226]
- 梅爾·卡森（Mel Casson），87歲，美國漫畫家（紅眼）。[227]
- 布萊恩·基南（Brian Keenan），66歲，愛爾蘭共和軍指揮官，癌症。[228]
- Ted Lanyon，68歲，加拿大冰球運動員。[229]
- 蜜雪兒·梅爾德魯姆（Michelle Meldrum），39歲，美國搖滾吉他手（Phantom Blue，Meldrum），腦囊性生長。[230]
- 約翰·阿洛伊修斯·摩根（John Aloysius Morgan），98歲，澳大利亞羅馬天主教主教。[231]
- Siegmund Nissel，86歲，德國出生的英國小提琴家（Amadeus Quartet）。[232]
- 巴托洛梅烏·西德·多斯桑托斯，77歲，葡萄牙藝術家和雕刻家，長期患病。[233]
- Torcato Sepúlveda，57歲，葡萄牙記者。[234]
- Jeheskel Shoshani，65歲，以色列出生的美國大象專家，公共汽車爆炸。[235]

### 22日
- Melek Amet，47歲，羅馬尼亞模特，卵巢癌。
- 羅伯特·阿斯普林（Robert Asprin），61歲，美國科幻小說和奇幻作家（MythAdventures），心臟病發作。[236]
- 查理·布斯（Charlie Booth），104歲，澳大利亞運動員，起跑板的發明者。[237]
- 哈裡·蘭格（Harry Lange），77歲，德國製片設計師和藝術總監（2001年：《太空漫遊》、《星球大戰》、《黑水晶》）。[238]
- 傑克·米爾德倫（Jack Mildren），58歲，美式橄欖球運動員，奧克拉荷馬州副州長（1990-1995），胃癌。[239]
- 保羅·派翠克（Paul Patrick），58歲，英國同性戀權利活動家，慢性肺病。[240]
- 哈娜·瑪麗亞·貝科娃，90歲，捷克女演員和大屠殺倖存者。[241]
- Tubby T，33歲，英國舞廳/車庫音樂家，中風。[242]

### 23日
- 奈傑爾·安德森（Nigel Anderson），88歲，英國士兵、地主和政治家。[243]
- 艾倫·布萊恩（Alan Brien），83歲，英國記者和評論家。[244]
- 康奈爾·卡帕（Cornell Capa），90歲，美國攝影師，國際攝影中心創始人。[245]
- 81歲的巴西作家和精神病學家羅伯托·弗萊雷（Roberto Freire）創造了體療療法。[246]
- Dritan Hoxha，39歲，阿爾巴尼亞商人，車禍。[247]
- 塞爾瑪·基恩（Thelma Keane），82歲，澳大利亞出生的美國人，他啟發了丈夫比爾（Bil）的漫畫《家庭馬戲團》（The Family Circus），阿爾茨海默病。[248]
- Heinz Kwiatkowski，81歲，德國足球運動員，1954年FIFA世界杯冠軍隊成員。[249]
- 伊納基·奧喬亞·德·奧爾扎，40歲，西班牙登山家和登山家，攀登安納普爾納峰時出現肺水腫。[250]
- 傑斐遜·佩雷斯（Jefferson Peres），76歲，來自亞馬遜州的巴西參議員，心臟病發作。[251]
- 烏塔·菲利普斯，73歲，美國民謠歌手和政治活動家，心力衰竭。[252]
- 傑克·史密斯，72歲，英格蘭足球運動員（哈特爾浦聯隊、斯溫頓鎮、馬蓋特）和經理。[253]

### 24日
- 亞當·巴魯克（Adam Baruch），63歲，以色列記者、作家和藝術評論家，糖尿病併發症。[254]
- 63歲的鮑勃·貝克（Bob Beck）是關島動物學家和環保主義者，致力於拯救關島鐵路本地鳥類。[255]
- 塔諾·西馬羅薩（Tano Cimarosa），86歲，義大利演員。[256]
- Reg Flewin，87歲，英國足球運動員。[257]
- 18歲的英國演員羅伯·諾克斯（《哈利·波特與混血王子》）被刺傷。[258]
- Eugenio Garza Lagüera，84歲，墨西哥商人，FEMSA主席，自然原因。[259]
- 以撒·利普希茨（Isaac Lipschits），77歲，荷蘭政治學家和歷史學家，自然原因。[260]
- 迪克·馬丁（Dick Martin），86歲，美國喜劇演員（Rowan & Martin's Laugh-In），呼吸系統併發症。[261]
- 吉米·麥克格裡夫（Jimmy McGriff），72歲，美國爵士樂和藍調管風琴家，多發性硬化症。[262]
- Sonny Okosun，61歲，奈及利亞音樂家，結腸癌。[263]

### 25日
- 納迪亞·阿爾斯蘭（Nadia Arslan），59歲，黎巴嫩女演員，乳腺癌患者。[264]
- 路易絲·菲魯茲（Louise Firouz），74歲，美國馬匹飼養員。[265]
- 喬治·加勒特（George Garrett），78歲，美國小說家和詩人，癌症。[266]
- 傑雷米·岡薩雷斯（Geremi González），33歲，委內瑞拉職業棒球大聯盟（MLB）棒球運動員，雷擊。[267]
- James D. Griffin，78歲，美國紐約州布法羅市市長（1978-1994），克雅氏病。[268]
- 布庫提·古爾格尼澤（Bukhuti Gurgenidze），74歲，喬治亞國際象棋特級大師。[269]
- 伊塔洛·阿根廷·盧德爾，91歲，阿根廷代理總統（1975年）。[270]
- 湯姆·麥克海爾（Tom McHale），45歲，美式足球運動員（坦帕灣海盜隊）。[271]
- 米奇·穆蘭尼（Mitch Mullany），39歲，美國喜劇演員和演員（尼克·弗雷諾（Nick Freno）：持牌教師，韋恩兄弟，最甜蜜的事情），糖尿病相關中風。[272]
- J. R. Simplot，99歲，美國商人，麥當勞炸薯條供應商。[273]
- 奧拉夫·索倫森（Olaf Sørensen），90歲，丹麥奧運選手。[274]
- 恩斯特·斯圖林格（Ernst Stuhlinger），94歲，德國出生的美國火箭科學家。[275]
- Camu Tao，30歲，美國說唱歌手兼製作人，肺癌。[276]
- 肯尼斯·伍德（Kenneth H. Wood），90歲，美國作家和行政人員，《基督複臨安息日會評論》的編輯，心力衰竭。[277]

### 26日
- 多莉·阿格萊（Dolly Aglay），41歲，菲律賓財經記者，癌症。[278]
- Jerry C. Begay，83歲，美國納瓦霍密碼說話者和二戰老兵。[279]
- 迪克·埃文斯（Dick Evans），90歲，美式橄欖球運動員（綠灣包裝工隊，芝加哥紅雀隊）。[280]
- 漢斯·哈斯曼（Hans Haasmann），92歲，荷蘭奧運跳水運動員[281]
- 厄爾·哈根（Earle Hagen），88歲，美國電影和電視主題作曲家（《安迪·格裡菲斯秀》（The Andy Griffith Show）、《Mod Squad》、《I Spy》）。[282]
- Howlin' Dave，52歲，菲律賓廣播唱片騎師，Pinoy搖滾的支援者，中風。[283]
- 約翰·赫爾姆，63歲，英格蘭足球運動員（博爾頓流浪者、雷丁、伯里）。[284]
- 羅伊·科納（Roy Koerner），75歲，英國極地科學家和探險家。[285]
- 尤里·科諾瓦洛夫，78歲，蘇聯出生的亞塞拜然奧運田徑運動員，4×100米接力銀牌得主（1956年和1960年）。[286]
- 唐納德·皮林（Donald L. Pilling），64歲，美國海軍上將，海軍作戰部副部長（1997-2000），白血病。[287]
- 悉尼·波拉克，73歲，美國電影導演和演員（Tootsie，Out of Africa，Michael Clayton），奧斯卡獎得主（1986年），胃癌。[288]
- 艾倫·雷努夫（Alan Renouf），89歲，澳大利亞DFAT負責人，駐美國大使（1977-1979），法國和南斯拉夫，白血病。[289]
- 克米特·斯科特（Kermit Scott），71歲，美國哲學教授，與青蛙克米特（Kermit the Frog）同名。[290]
- Robert G. Voight，87歲，美國學者。[291]

### 27日
- 埃德·阿諾（Ed Arno），91歲，奧地利裔美國漫畫家、漫畫家、插畫家和漫畫家。[292]
- 瓦爾梅·貝克（Valmae Beck），64歲，澳大利亞兒童殺人犯，心臟手術併發症。[293]
- 托尼·海珊·欣德（Tony Hussein Hinde），55歲，澳大利亞出生的瑪律地夫衝浪運動員，心臟病發作。[294]
- 吉姆·克爾（Jim Kerr），68歲，美式職業足球運動員（華盛頓紅人隊）[295]
- 弗朗茨·昆斯特勒（Franz Künstler），107歲，德國第一次世界大戰老兵，最後一位已知的同盟國倖存老兵。[296]
- 休伯特·梅西（Hubert Macey），87歲，加拿大冰球運動員（蒙特利爾加拿大人隊，紐約遊騎兵隊）。[297]
- 佩爾·尼爾森（Per Nielsen），88歲，丹麥奧運射擊運動員。[298]
- 米克·諾蘭（Mick Nolan），58歲，澳大利亞足球運動員，癌症。[299]
- 尼爾·波特，93歲，美國政治家。[300]
- Abram Raselemane，30歲，南非足球運動員，顯然是自殺。[301]
- 亞歷杭德羅·羅穆阿爾多（Alejandro Romualdo），82歲，秘魯詩人。[302]
- Keith Rosewarne，83歲，澳大利亞足球運動員。[303]

### 28日
- 貝麗爾·庫克（Beryl Cook），81歲，英國畫家。[304]
- 斯文·大衛森（Sven Davidson），79歲，瑞典網球運動員。[305]
- 羅伯特·賈斯曼（Robert H. Justman），81歲，美國電視和電影製片人（《星際迷航》），帕金森病。[306]
- 埃莉諾·里昂（Elinor Lyon），86歲，英國兒童作家。[307]
- 丹尼·莫斯（Danny Moss），80歲，英國爵士男高音薩克斯管演奏家。[308]
- 黛安·奧德爾（Dianne Odell），61歲，美國作家，患有小兒麻痹症，鐵肺電力故障。[309]
- Erin Spanevello，21歲，加拿大時裝模特，吸毒過量。[310]

### 29日
- 保拉·岡恩·艾倫（Paula Gunn Allen），68歲，美國原住民詩人，小說家和活動家，肺癌。[311]
- 何塞·亞歷杭德羅·貝爾納萊斯（José Alejandro Bernales），59歲，智利憲兵局局長，直升機墜毀。[312]
- Luc Bourdon，21歲，加拿大冰球運動員，摩托車事故。[313]
- Romeo A. Brawner，72歲，菲律賓上訴法院法官（1995-2005），選舉專員（2005-2008），心臟病發作。[314]
- Len Devine，84歲，澳大利亞政治家，東悉尼議員（1963-1969）。[315]
- 哈威·科曼（Harvey Korman），81歲，美國演員和喜劇演員（《熾熱的馬鞍》，《卡羅爾·伯內特秀》，《打火石》），四次艾美獎得主，腹主動脈瘤。[316]
- 唐納德·麥克勞德（Donald MacLeod），75歲，紐西蘭板球運動員。[317]

### 30日
- 哈裡·布勞蒂加姆（Harry Brautigam），59歲，自2003年以來一直擔任BCIE的尼加拉瓜主席，空難后出現心臟問題。[318]
- 坎貝爾·伯納普（Campbell Burnap），68歲，英國爵士長號手，癌症。[319]
- 哈蘭·克利夫蘭，90歲，美國外交官、教育家和作家，駐北約大使（1965-1969），自然原因。[320]
- 羅德尼·戈登（Rodney Gordon），75歲，英國建築師。[321]
- 格雷姆·米勒（Graeme Miller），67歲，澳大利亞板球運動員。[322]
- 諾埃爾·摩爾（Noel Moore），79歲，英國公務員，十進位項目負責人，腦瘤。[323]
- 克裡斯·摩根（Chris Morgan），55歲，英國記者，在火車前自殺。[324]
- 威廉·埃爾德裡奇·奧多姆，75歲，美國陸軍中將兼國家安全局局長。[325]
- 洛倫佐·奧多內（Lorenzo Odone），30歲，美國酒精性肝病患者，在電影《洛倫佐的油》中飾演。[326]
- 邁克·斯科特（Mike Scott），75歲，英國電視製片人和主持人。[327]
- 鮑里斯·沙赫林（Boris Shakhlin），76歲，俄羅斯出生的烏克蘭體操運動員，為蘇聯獲得七枚奧運金牌，心臟驟停。[328]
- Suprakash Som，60歲，印度板球運動員。[329]
- 納特·坦普爾（Nat Temple），94歲，英國樂隊領隊。[330]

### 31日
- 卡洛斯·阿爾希尼奧，59歲，葡萄牙國際足球運動員，摔倒了。[331]
- 約翰·安布勒（John Ambler），83歲，英國商人。
- 喬·阿克塞爾森（Joe Axelson），80歲，美國國家籃球協會薩克拉門托國王隊（National Basketball Association Sacramento Kings）的美國高管兼總經理。[332]
- Nusret Çolpan，56歲，土耳其畫家和建築師。[333]
- Detlef Gromoll，70歲，美國數學家，腦出血。[334]
- Nelly Láinez，88歲，阿根廷女演員，泌尿系統感染。[335]
- Per-Erik Larsson，79歲，瑞典滑雪運動員。[336]
- 查理斯·莫斯科斯（Charles Moskos），74歲，美國社會學家，美國軍方DADT同性戀政策的設計師，癌症。[337]
- 保羅·湯姆森（Paul Thomson），91歲，美國植物學家，加州稀有水果種植者協會（California Rare Fruit Growers Association）聯合創始人。[338]
- 艾倫·懷爾斯（Allan Wiles），87歲，紐西蘭板球運動員。[339]